# سیارک ۴۳۸۶
سیارک ۴۳۸۶ (به انگلیسی: 4386 Lust، نامگذاری:6829P-L) چهار هزار و سیصد و هشتاد و ششمین سیارک کشف شده‌است که در ۲۶ سپتامبر ۱۹۶۰ کشف شد.
قدر مطلق سیارک برابر ۱۲٫۷۰ است.